# Optila et Thraustila
Pour les articles homonymes, voir Thraustila.
Optila (ou Accila, Occila) et Thraustila (ou Thrasila, Trasila) étaient deux officiers barbares, buccellari d'Aetius au service de Rome qui assassinèrent l'empereur romain Valentinien III en 455.
Qualifiés de « Scythes » ou de « Huns » selon les sources, portant des noms vraisemblablement d'origine gotique, ce sont peut-être des métis gotho-hunniques, fidèles et proches lieutenants du général romain Aetius. En 454, lors de l'assassinat de celui-ci par l'empereur Valentinien III, jaloux de son succès, Optila et Thraustila vengèrent leur ancien maître le 16 mars 455, en assassinant Valentinien, tout en servant les intérêts de Petronius Maximus, qui sera élu empereur.

## Sources
- (en) Ralph W. Mathisen, « Petronius Maximus », dans Online Encyclopedia of Roman Emperors (lire en ligne)
- André Piganiol, Le Mémorial des Siècles -Ve siècle- Les Événements : Le Sac de Rome, Albin Michel, 1964
- Julien Coudy, La Chute de l'Empire romain, Julliard, 1967,  (ISBN 9782260042433)
- Michel Rouche, Clovis, Paris, Éditions Fayard, 1996 (ISBN 2-2135-9632-8)
- Jordanès, Getica, VIe s.